# Des visages des figures
Des visages des figures è il sesto ed ultimo album in studio dei Noir Désir, gruppo musicale francese di rock alternativo, pubblicato l'11 settembre 2001.
In questo album hanno collaborato Manu Chao (Le vent nous portera) e Brigitte Fontaine (L'Europe).

## Tracce
1. L'enfant roi – 6:03
2. Le grand incendie – 4:36
3. Le vent nous portera – 4:48
4. Des armes – 2:48 (testo: Léo Ferré)
5. L'appartement – 4:11
6. Des visages des figures – 5:14
7. Son style 1 – 2:06
8. Son style 2 – 2:31
9. A l'envers à l'endroit – 4:07
10. Lost – 3:23
11. Bouquet de nerfs – 5:13
12. L'Europe – 23:44 – feat. Brigitte Fontaine

## Formazione
- Bertrand Cantat: Voce, chitarra acustica, morin khuur, armonica a bocca, tromba, Synth, piano.
- Serge Teyssot-Gay: Coro, Chitarre, Synth, sampler
- Denis Barthe: Coro, batteria, percussioni,
- Jean-Paul Roy: Coro, basso, Synth, organo.
- Akosh S.: Clarinetto kalimba (Le vent nous portera), Sassofono, Fischietto, Clarinetto, kalimba, (L'Europe).
- Brigitte Fontaine: Testo e Voce (L'Europe).
- Manu Chao: Chitarra (Le vent nous portera).
- Romain Humeau (Eiffel): arrangiamenti, Oboe e Corno inglese (Des visages des figures).

## Coincidenze
L'album usci l'11 settembre del 2001, giorno dell'attentato al World Trade Center di New York. Il caso vuole che la seconda traccia, Le grand incendie, racconti di un grande incendio avvenuto in circostanze simili a quelle dell'attentato delle Torri Gemelle.
London, Delhi, Dallas nello show, omaggio all'arte dei pompieri. (Le grand incendie)»